# Metallgesellschaft
Metallgesellschaft AG – niemiecki koncern założony w 1881 przez Wilhelma Mertona we Frankfurcie nad Menem. Udziałowcami i współzałożycielami przedsiębiorstwa byli ponadto przedsiębiorcy Leo Ellinger i Zacharias Hochschild.
Początkowo koncern prowadził działalność w zakresie handlu hurtowym metalami nieżelaznymi, po zmianie strategii rynkowej na początku XX wieku wykupił udziały w przedsiębiorstwach hutniczych i metalowych oraz przyjął tuż przed I wojną światową strukturę koncernu międzynarodowego - po wykupieniu udziałów w kilkunastu przedsiębiorstwach o podobnym profilu działalności poza granicami Niemiec.
Po I wojnie światowej Metallgesellschaft AG został dofinansowany przez banki amerykańskie i brytyjskie i umocnił znacznie swoją pozycję rynkową - w 1935 uzyskał status monopolu w którego skład wchodziły 44 spółki (w tym 10 zagranicznych) a zatrudnienie osiągnęło ponad 30 tys. ludzi. Kapitał akcyjny w okresie od 1936-1942 wzrósł prawie dwukrotnie (z 42 mln marek do 70 mln).
W 2000 koncern został przemianowany na MG Technologies AG i zmienił profil działalności, w 2005 został przekształcony (wraz z firmami towarzyszącymi) w GEA Group AG (GEA The Global Engineering Alliance AG) z siedzibą w Bochum w Niemczech. Obecny profil działalności GEA Group AG to inżynieria mechaniczna oraz inżynieria produkcji. Przedsiębiorstwo zatrudnia 17 tys. pracowników a całkowity dochód w 2004 wyniósł 4,1 mld euro, w 2005 zwiększył się do 4,5 mld. GEA Group AG jest notowana na Frankfurckiej Giełdzie Papierów Wartościowych.